# Passo do Sobrado
Passo do Sobrado es un municipio brasileño del estado de Rio Grande do Sul.
Se encuentra ubicado a una latitud de 29º44'53" Sur y una longitud de 52º16'29" Oeste, estando a una altitud de 109 metros sobre el nivel del mar. Su población estimada para el año 2004 era de 5.680 habitantes.
Ocupa una superficie de 280,78 km².
- Datos: Q677252
- Multimedia: Passo do Sobrado / Q677252